# Pórtico dos Reis Magos
O Pórtico Monumental de Natal ou Pórtico dos Reis Magos é um monumento construído às margens da Rodovia BR-101, dando boas-vindas a quem chega à cidade de Natal, no Rio Grande do Norte, Brasil. É a estrutura com maior balanço em concreto protendido do país.
O complexo foi erguido na Zona Sul da capital, região de passagem obrigatória de quem vem do litoral sul e capitais nordestinas como João Pessoa e Recife. Existem ainda duas outras entradas na cidade (BR-226, pela Zona Oeste; e BR-406, pela Zona Norte).
A obra foi executada no prazo incrível de 60 dias pela construtora A. Gaspar S. A,  que venceu o desafio de erigir o monumento sem paralisar o trânsito. Em decorrência do custo e do prazo, a concretagem foi realizada em uma só etapa e de um modo que não prejudicasse a circulação de veículos. O escoramento foi feito por torres metálicas, sendo nele consumidos 18 toneladas de aço e 80 m3 de concreto armado.

## Descrição
É basicamente uma estrela cadente feita em concreto protendido, pintada de branco, que corta de um lado a outro a Rodovia BR-101, tendo abaixo dela uma estátua dos Três Reis Magos. À noite, tanto o Pórtico quanto as estátuas ficam iluminadas. O projeto arquitetônico é de autoria dos arquitetos Moacyr Gomes e Eudes Galvão, tendo como projetistas estruturais os engenheiros José Pereira da Silva, Flávio César Pereira e Fábio Sérgio Pereira.

## Vandalismo
Em 2008, o monumento foi alvo de vandalismo , tendo sido grafitado por vândalos não identificados.